# Anis Balti
Anis Balti (* 29. April 1998) ist ein tunesischer Fußballspieler. Seit 2024 spielt er für SV Langenrohr in der Landesliga Niederösterreich.

## Karriere
Balti begann seine Karriere beim SR Donaufeld Wien. 2009 kam er in die Jugend des 1. SC Großfeld. Ab Dezember 2010 spielte er für den SC Team Wiener Linien. Über Großfeld wechselte er im September 2012 zurück zu Donaufeld.
Im März 2013 kam er in die Jugend des FAC Team für Wien. Ab 2015 spielte er für die Amateure des sich inzwischen wieder Floridsdorfer AC nennenden Vereins. Anfang Mai 2016 stand Balti im Spiel gegen die Kapfenberger SV erstmals im Profikader. Am 35. Spieltag der Saison 2015/16 gab er schließlich sein Profidebüt, als er im Heimspiel gegen den FC Liefering in der Schlussphase eingewechselt wurde.
Zur Saison 2017/18 wechselte er zur fünftklassigen Zweitmannschaft des First Vienna FC. Nachdem die Regionalligamannschaft den Startplatz der Zweitmannschaft zur Rückrunde der Saison übernommen hatte, kehrte Balti zu den FAC-Amateuren zurück.